# Tchórzno
Tchórzno [ˈtxuʐnɔ] là một ngôi làng thuộc khu hành chính của Gmina Trzcińsko-Zdrój, thuộc hạt Gryfino, West Pomeranian Voivodeship, ở phía tây bắc Ba Lan. Nó nằm khoảng 10 kilômét (6 mi) về phía đông của Trzcińsko-Zdrój, 40 km (25 mi) về phía đông nam Gryfino và 55 km (34 mi) phía nam thủ đô khu vực Szczecin.
Trước năm 1945, khu vực này là một phần của Đức.